# Pascalina

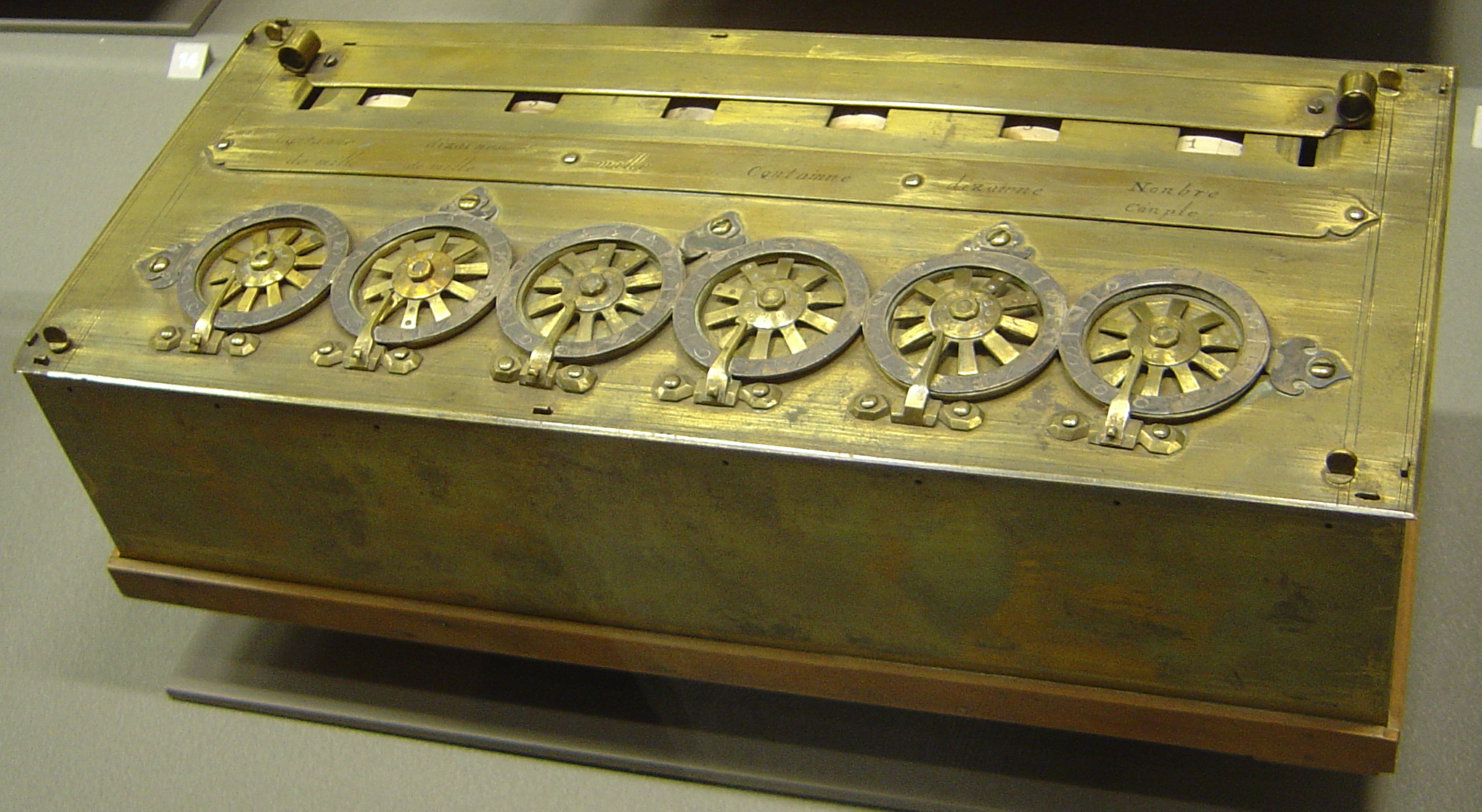
Exemplar da pascalina no Museu de Artes e Ofícios de Paris

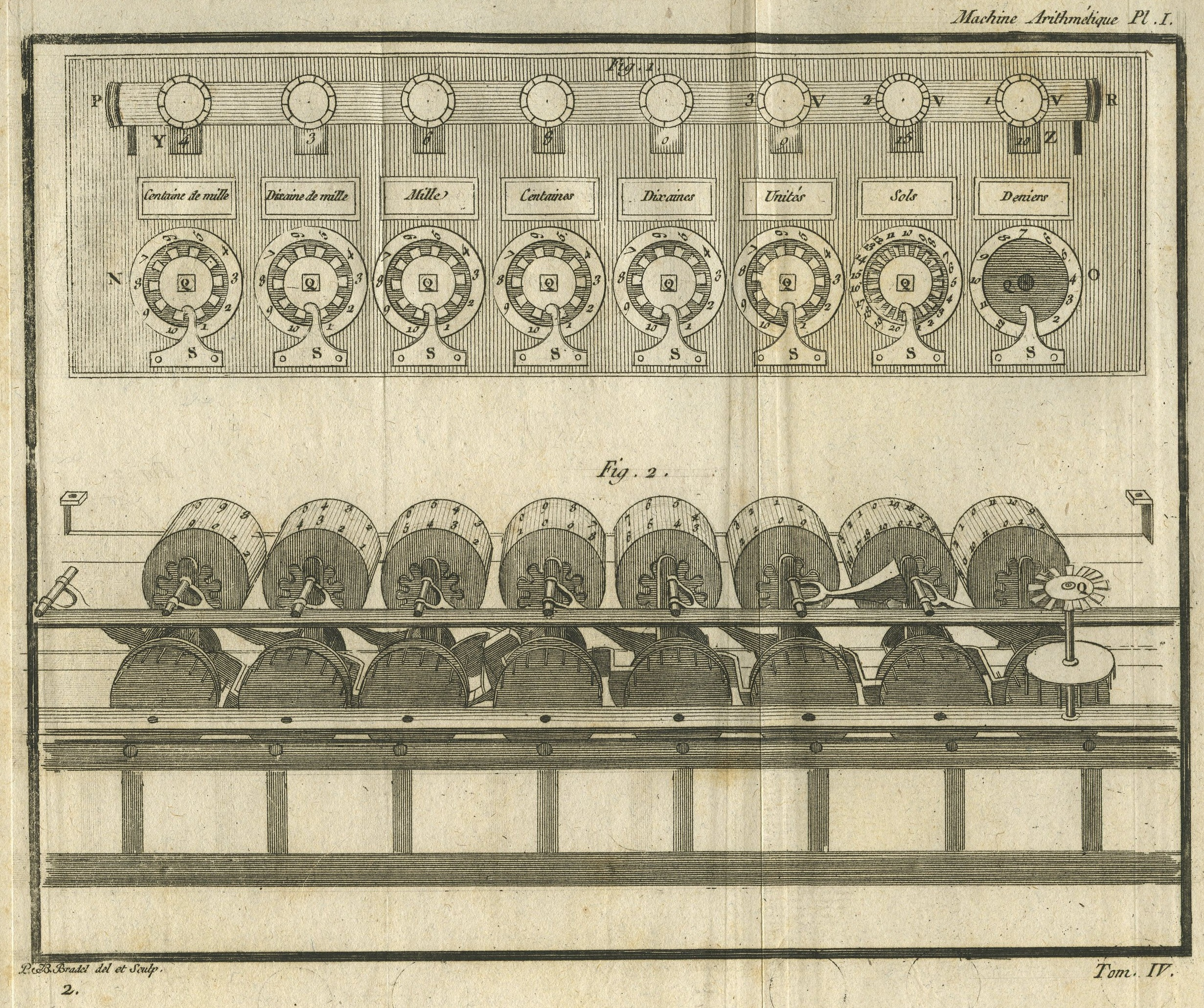
Desenho da parte superior e do mecanismo da pascalina no livro Œuvres de Pascal em 5 volumes, La Haye, 1779)

A pascalina (em francês: pascaline), também conhecida como máquina de Pascal, calculadora de Pascal e máquina aritmética, é uma calculadora mecânica inventada por Blaise Pascal em 1642. Pascal foi levado a desenvolver uma calculadora pelos trabalhosos cálculos aritméticos exigidos pelo trabalho de seu pai como supervisor de impostos em Ruão. Ele projetou a máquina para adicionar e subtrair dois números diretamente e realizar multiplicações e divisões através de repetidas adições ou subtrações.
A calculadora de Pascal foi especialmente bem sucedida no projeto de seu mecanismo de transporte, que adiciona 1 a 9 em um mostrador e carrega 1 para o próximo mostrador quando o primeiro mostrador muda de 9 para 0. Sua inovação tornou cada dígito independente do estado do mostrador, permitindo que vários carregamentos passem rapidamente de um dígito para outro, independentemente da capacidade da máquina. Pascal também foi o primeiro a encolher e adaptar para sua finalidade uma engrenagem de lanterna, usada em relógios de torre e rodas d'água. Essa inovação permitiu que o dispositivo resistisse à força de qualquer entrada do operador com muito pouco atrito adicionado.
Pascal projetou a máquina em 1642. Após 50 protótipos, apresentou o aparelho ao público em 1645, dedicando-o a Pierre Séguier, então chanceler da França. Pascal construiu cerca de vinte outras máquinas durante a década seguinte, muitas das quais eram novas versões que introduziam melhorias ao seu projeto original. Em 1649, o rei Luís XIV da França concedeu a Pascal um privilégio real (semelhante a uma patente), que concedia o direito exclusivo de projetar e fabricar máquinas de calcular na França. Nove calculadoras Pascal existem atualmente; a maioria está em exibição em museus europeus.
Muitas calculadoras posteriores foram diretamente inspiradas ou moldadas pelas mesmas influências históricas que levaram à invenção de Pascal. Gottfried Leibniz inventou suas rodas de Leibniz depois de 1671, depois de tentar adicionar um recurso de multiplicação automática à pascalina. Em 1820, Thomas de Colmar projetou seu aritmômetro, a primeira calculadora mecânica suficientemente forte e confiável para ser usada diariamente em um ambiente de escritório. Não está claro se ele já teria visto o dispositivo de Leibniz, mas ele o reinventou ou utilizou a invenção de Leibniz do tambor de passo.